# La Cotera (Rionansa)
La Cotera es una pedanía del municipio de Rionansa, en la comunidad autónoma de Cantabria, España. Tiene una población de  habitantes (INE ). 

## Datos básicos
En 2008 contaba con una población de 20 habitantes. La localidad se encuentra a 200 metros de altitud sobre el nivel del mar, y a tres kilómetros y medio de la capital municipal, Puentenansa.

## Patrimonio
Esta localidad se encuentra situada entre los municipios de Celis y Puentenansa. Situada a dos kilómetros de las famosas cuevas El Soplau.

## Economía local
La economía local está basada en las actividades agrícola y ganadera, principalmente de la vaca de raza tudanca.
La arquitectura de La Cotera es la típica de los pueblos montañeses de la zona.
Sobre la gastronomía local cabe destacar el cocido montañés, elaborado con alubias, patatas, berzas, y carne todo ello de la zona. Se trata de un  municipio con gran valor paisajístico y cultural.